# Василиј Кузњецов (политичар)
Василиј Васиљевич Кузњецов (рус. Василий Васильевич Кузнецов; Софиловка, 31. јануар 1901 — Москва, 5. јун 1990) био је совјетски политичар и три пута вршилац дужности председника Президијума Врховног Совјета Совјетског Савеза (председник Совјетског Савеза).

## Биографија
Родио се 1901. године у месту Софиловка на подручју Руског царства. За разлику од готово свих будућих високих совјетских функционера током свога школовања и младости он није приступио комунистичкој партији него је то учинио тек у мају 1927. године (када је имао 26 година) у тренуцима када је већ имао диплому факултета и посао. Његов први посао је био у металуршкој фабрици где је 1931. године дочекао обавештење да га СССР шаље на допунску едукацију у Сједињене Америчке Државе на Карнегијев институт за технологију у Питсбургу.

### Политичка каријера
Захваљујући тамо стеченом знању, Кузњецов је од 1937. године у својој држави обављао само државне послове повезане с индустријом. Прва од тих дужности је била у државном министарству за тешку индустрију након чега је 1940. године постао заменик председавајућег у државном заводу за планирање. Током рата 1944. године, Кузњецов је постао председник синдиката Совјетског Савеза, а убрзо потом 1946. године и председник једног дома Совјетског парламента.
Смрћу Стаљина 1953. године постало је очито како је Кузњецов био његов кадар пошто је одмах избачен из синдиката и Президијума Врховног Совјета у који је ушао тек 1962. године. Тај губитак свих функцијс је уједно био потврђен слањем на место амбасадора у НР Кини, након чега му се каријера усталила у министарству спољних послова. Тамо је упознао осам година млађег Андреја Громика чији је он убрзо постао штићеник. То пријатељство је потврђено током следеће две деценије током којих је Кузњецов био његов заменик. Тек борба за власт у врху Совјетског Савеза ће да донесе промену у радним позицијама њих двојице.
Када је 1977. године Леонид Брежњев напокон успео сломити отпор противника и сменити Николаја Подгорног с места председника Президијума Совјетског Савеза како би заузео позицију за себе, поставило се питање ко ће да буде његов заменик. За ту позицију се на крају изабрало остарелог Кузњецова као сигуран избор.
После смрти Брежњева 10. новембра 1982, Кузњецов је постао вршилац дужности председника Совјетског Савеза. Покушај задржавања ове титуле и брисање ознаке в.д. је на крају пропао пошто је напослетку Јуриј Андропов преузео дужност председника. Након његове смрти 9. фебруара 1984. године, Кузњецов је поновно преузео функцију вршиоца дужности председника коју је поновно изгубио када је Константин Черњенко 11. априла 1984. преузео функцију председника. Након његове смрти 10. марта 1985. године Кузњецов је по трећи пут постао в. д. председника Совјетског Савеза. Ову позицију је држао само до 2. јула 1985. године када га је заменио Громико. Током Горбачовљеве чистке на седници Централног комитета КПСС 6. марта 1986, Василиј Кузњецов је био разрешен са свих преосталих државних функција и пензионисан.
Главни разлог Кузњецовљевог неуспеха у освајању власти или барем задржавања церемонијалне титуле председника Совјетског Савеза може се наћи у његовим годинама пошто је он у то доба био најстарији члан Политбироа, чији су припадници били забринути због великог броја смрти својих најважнијих чланова.
Умро је 5. јуна 1990. године у Москви у својој 89. години живота.